# Ictidomys
Ictidomys är ett släkte i ekorrfamiljen. 
Arterna i släktet har tidigare förts till släktet Spermophilus, men efter DNA-studier som visat att arterna i detta släkte var parafyletiska med avseende på präriehundar, släktet Ammospermophilus och murmeldjur, har det delats upp i flera släkten, bland annat detta.

## Ingående arter
- Ictidomys mexicanus Förekommer i södra USA och norra Mexiko.
- Ictidomys parvidens Förekommer i sydvästra USA och nordöstra Mexiko.[3]
- Ictidomys tridecemlineatus Förekommer i södra Kanada och norra till centrala USA.